# Vlastimir

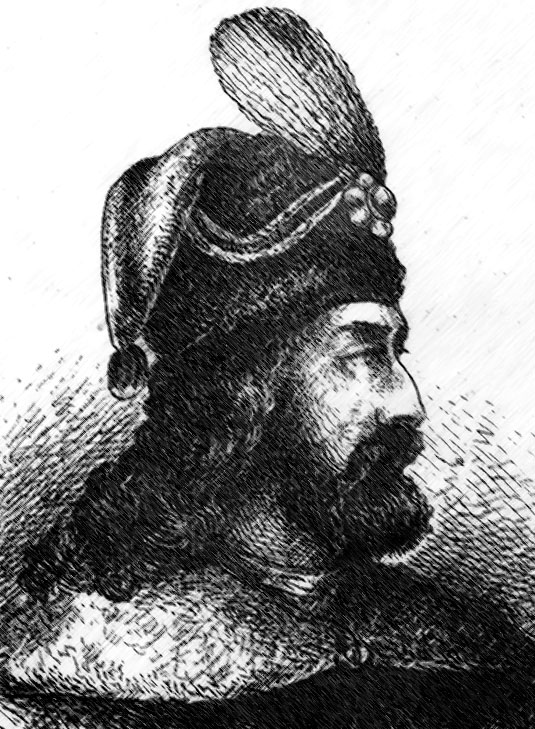
Vlastimir - serbischer Groß-Župan im 9. Jahrhundert

Vlastimir (serbisch-kyrillisch Властимир, griechisch Βλαστίμηρος) war der Sohn des Prosigoj. Er herrschte als Groß-Župan in Raszien unter byzantinischer Oberherrschaft von etwa 825 bis 860.
Er war der Begründer der Dynastie, die später als die der Vlastimirić bezeichnet werden sollte. Vlastimir herrschte über das heutige Westserbien, Nordmontenegro und Ostbosnien, deren Unabhängigkeit von Byzanz er 830 erreichte.
Im Krieg gegen den bulgarischen Khan Presian I. (836–852) blieb Vlastimir Sieger. Er hatte drei Söhne, Mutimir, Stroïnik und Goïnik, und eine Tochter.
Seine Tochter heiratete Krajina, Sohn des Župan Beloje von Travunien (heute Ostherzegowina). Beloje und nach ihm Krajina anerkannten die Oberhoheit von Vlastimir, er wiederum erhob diese in den Rang von Knezen (Fürsten). Vlastimir folgten seine drei Söhne, die alle eine Teilherrschaft bekamen, wobei der älteste, Mutimir, später als Groß-Župan die oberste Herrschaft übernahm. Seine Brüder flohen nach Bulgarien.